# У ясний день побачиш вічність
У ясний день побачиш вічність (англ. On a Clear Day You Can See Forever) — американська мелодрама 1970 року.

## Сюжет
Незвичайна дівчина на ім'я Дейзі Гембл звертається до психотерапевта Марка Шабо в надії, що той зможе допомогти їй кинути палити за допомогою гіпнозу, оскільки сама вона покінчити з цією звичкою не здатна, а її нареченому не подобається, що вона палить. Коли Марк гіпнотизує пацієнтку, то з'ясовується, що вона пам'ятає своє попереднє життя, в якому була британською аристократкою по імені Мелінда Тентріс і яка жила на початку XIX століття. Доктор закохується в Мелінду, але спілкуватися він з нею може тільки загіпнотизувавши Дейзі.

## У ролях
| Актор            | Роль                 |
| ---------------- | -------------------- |
| Барбра Стрейзанд | Дейзі Гембл          |
| Ів Монтан        | доктор Марк Шабо     |
| Боб Ньюхарт      | доктор Мейсон Юм     |
| Ларрі Блайден    | Воррен Пратт         |
| Саймон Окленд    | доктор Конрад Фуллер |
| Джек Ніколсон    | Тед Прінгл           |
| Джон Річардсон   | Роберт Тентріс       |
| Памела Браун     | місіс Фітжерберт     |
| Айрін Хендл      | Вінні Вейнвісл       |
| Рой Кіннер       | Принц-регент         |